# Чемпіонат Європи з легкої атлетики серед молоді 2017
Чемпіонат Європи з легкої атлетики серед молоді 2017 був проведений 13-16 липня в Бидгощі на стадіон імені Здзіслава Кшишков'яка.
До змагань допускались спортсмени 1995—1997 років народження.

## Призери

### Чоловіки
| Дисципліни                | Золото                                                                                     | Золото   | Срібло | Срібло   | Бронза                                                                                            | Бронза   |
| ------------------------- | ------------------------------------------------------------------------------------------ | -------- | --- | -------- | ------------------------------------------------------------------------------------------------- | -------- |
| 100 метрів                | Оджі Едобурун Велика Британія                                                              | 10,14    | Ян Волко Словаччина | 10,18    | Джонатан Карко Норвегія                                                                           | 10,29    |
| 200 метрів                | Ян Волко Словенія                                                                          | 20,33    | Готьє Дотреме Словаччина | 20,66    | Роджер Гурські Німеччина                                                                          | 20,70    |
| 400 метрів                | Лука Янежич Словенія                                                                       | 45,33    | Карстен Варгольм Норвегія | 45,75    | Бенджамін Ведель Данія                                                                            | 46,08    |
| 800 метрів                | Андреас Крамер Швеція                                                                      | 1.48,15  | Даніель Ровден Велика Британія                                                                                                | 1.48,16  | Марк Ройтер Німеччина                                                                             | 1.48,66  |
| 1500 метрів               | Маріус Пробст Німеччина                                                                    | 3.49,06  | Філіп Сасінек Чехія | 3.49,23  | Міхал Розмис Польща                                                                               | 3.49,30  |
| 5000 метрів               | Єманеберхан Кріппа Італія                                                                  | 14.14,28 | Сімон Дебоньєс Білорусь | 14.14,71 | Карлос Майо Іспанія                                                                               | 14.15,07 |
| 10000 метрів              | Карлос Майо Іспанія                                                                        | 29.28,06 | Аманаль Петрос Німеччина | 29.34,94 | Еммануель Рудольфф-Левісс Франція                                                                 | 29.42,85 |
| 110 метрів з бар'єрами    | Людовік Паєн Франція                                                                       | 13,49    | Хай Райлі-Лаборд Велика Британія                                                                                              | 13,65    | Ділан Каті Франція                                                                                | 13,66    |
| 400 метрів з бар'єрами    | Карстен Варгольм Норвегія                                                                  | 48,37    | Дані Бранд Швейцарія | 49,14    | Людві Ваян Франція                                                                                | 49,31    |
| 3000 метрів з перешкодами | Йоганес К'яппінеллі Італія                                                                 | 8.34,33  | Ахмед Абдельвахед Італія | 8.37,02  | Джамейн Коулмен Велика Британія                                                                   | 8.40,44  |
| 4×100 метрів              | НімеччинаРоджер Гурські Кай Келльманн Філіпп Трутенат Даніель Гоффманн Деніс Алмас (забіг) | 39.11    | Велика БританіяТео Етьєнн Кайл де Ескофе Ройбен Артур Оджі Едобурун                                                           | 39.11    | ФінляндіяВіллем Каяндер Оскарі Лехтонен Самулі Самуельссон Алексі Лехто                           | 39.70    |
| 4×400 метрів              | Велика БританіяЛі Томпсон Бен Снейт Сем Гейзел Камерон Чалмерс Томас Сомерс (забіг)        | 3:03.65  | ПольщаВіктор Сувара Пшемислав Васцинський Каєтан Душинський Даріуш Ковалюк Сезарі Мірослав (забіг) Лукаш Смольницький (забіг) | 3:04.22  | ФранціяВіктор Королле Жиль Бірон Етьєн Мервілль Людві Ваян Адріан Кулібалі (забіг) Юго Ує (забіг) | 3:05.24  |
| Ходьба 20 кілометрів      | Дієго Гарсія Іспанія                                                                       | 1:22.29  | Карл Юнгханнсс Німеччина | 1:22.52  | Габріель Бордьє Франція                                                                           | 1:23.03  |
| Стрибки у висоту          | Дмитро Набоков Білорусь                                                                    | 2,24     | Крістіан Фалоккі Італія | 2,24     | Віктор Лонський Україна                                                                           | 2,24     |
| Стрибки з жердиною        | Бен Брудерс Бельгія                                                                        | 5,60     | Аксель Шапель Франція | 5,60     | Адріан Вальєс Іспанія                                                                             | 5,50     |
| Стрибки в довжину         | Владислав Мазур Україна                                                                    | 8,04     | Філіппо Рандаццо Італія | 7,98     | Тобіас Монтлер Швеція                                                                             | 7,96     |
| Потрійний стрибок         | Назім Бабаєв Азербайджан                                                                   | 17,18    | Сімо Ліпсанен Фінляндія | 17,14    | Макс Гесс Німеччина                                                                               | 16,68    |
| Штовхання ядра            | Конрад Буковецький Польща                                                                  | 21,59    | Дензель Коменентія Нідерланди                                                                                                 | 19,86    | Себастьяно Б'янкетті Італія                                                                       | 19,69    |
| Метання диска             | Свен Мартін Скагестад Норвегія                                                             | 61,00    | Алін Фірфіріка Румунія | 60,17    | Клеменс Пруфер Німеччина                                                                          | 60,08    |
| Метання молота            | Бенце Халас Угорщина                                                                       | 73,30    | Бенце Пастор Угорщина | 71,51    | Олексій Михайлов Німеччина                                                                        | 70,60    |
| Метання списа             | Норберт Рівас-Тот Угорщина                                                                 | 83,08    | Йоанніс Кіріазіс Греція | 81,04    | Андріан Мардаре Молдова                                                                           | 78,76    |
| Десятиборство             | Іржі Сікора Чехія                                                                          | 8084     | Фредрік Самуельсон Швеція | 8010     | Ельмо Савола Фінляндія                                                                            | 7956     |

### Жінки
| Дисципліни                | Золото                                                                         | Золото   | Срібло                                                              | Срібло   | Бронза                                                            | Бронза   |
| ------------------------- | ------------------------------------------------------------------------------ | -------- | ------------------------------------------------------------------- | -------- | ----------------------------------------------------------------- | -------- |
| 100 метрів                | Ева Свобода Польща                                                             | 11,42    | Христина Тимановська Білорусь                                       | 11,54    | Зіна Маєр Німеччина                                               | 11,58    |
| 200 метрів                | Фінетт Аг'японг Велика Британія                                                | 22,87    | Сара Атшо Швейцарія                                                 | 22,90    | Яна Качур Україна                                                 | 23,20    |
| 400 метрів                | Гунта Латишева-Чударе Латвія                                                   | 52,00    | Лаура Мюллер Німеччина                                              | 52,42    | Лаура де Вітте Нідерланди                                         | 52,51    |
| 800 метрів                | Рене Ейкенс Бельгія                                                            | 2.04,73  | Аніта Гінріксдоттір Ісландія                                        | 2.05,02  | Ханна Сігрейв Велика Британія                                     | 2.05,53  |
| 1500 метрів               | Констанце Клостергальфен Німеччина                                             | 4.10,30  | Софія Еннауї Польща                                                 | 4.13,54  | Мартина Галянт Польща                                             | 4.17,91  |
| 5000 метрів               | Ясмін Джан Туреччина                                                           | 15.01,67 | Аліна Рех Німеччина                                                 | 15.10,57 | Сара Лахті Швеція                                                 | 15.14,17 |
| 10000 метрів              | Ясмін Джан Туреччина                                                           | 31.39,80 | Сара Лахті Швеція                                                   | 32.46,91 | Бюшра Коку Туреччина                                              | 33.33,22 |
| 100 метрів з бар'єрами    | Надін Віссер Нідерланди                                                        | 12,92w   | Ельвіра Герман Білорусь                                             | 12,95w   | Лука Козак Угорщина                                               | 13,06w   |
| 400 метрів з бар'єрами    | Айоміде Фолорунсо Італія                                                       | 55,82    | Джессіка Тернер Велика Британія                                     | 56,08    | Адна Гудмунсдоттір Ісландія                                       | 56,37    |
| 3000 метрів з перешкодами | Анна Емілі Меллер Данія                                                        | 9.43,05  | Наталія Стребкова Україна                                           | 9.44,52  | Емма Удью Франція                                                 | 9.50,30  |
| 4×100 метрів              | ІспаніяПаула Севілья Ане Петрірена Лара Гомес Крістіна Лара                    | 43,96    | ФранціяМаруся Паре Сінтія Ледюк Фанні Пелтьє Амандін Броссьє        | 44,06    | ШвейцаріяРіккарда Дітше Сара Атшо Айла дель Понте Джеральдін Фрай | 44,07    |
| 4×400 метрів              | ПольщаДомініка Мурашевська Адріанна Янович Маріола Карась Александра Гаворська | 3.29,66  | НімеччинаХендріке Ріхтер Лаура Мюллер Неллі Шмідт Ганна Мергенталер | 3.30,18  | УкраїнаДар'я Ставнича Яна Качур Тетяна Мельник Катерина Климюк    | 3.30,22  |
| Ходьба 20 кілометрів      | Клавдія Афанасьєва Допущені нейтральні атлети                                  | 1:31.15  | Марія Перес Іспанія                                                 | 1:31.29  | Живіле Вайцюкевічуте Литва                                        | 1:32.21  |
| Стрибки у висоту          | Юлія Левченко Україна                                                          | 1,96     | Ірина Геращенко Україна                                             | 1,92     | Еріка Фурлані Італія                                              | 1,86     |
| Стрибки з жердиною        | Ангеліка Мозер Швейцарія                                                       | 4,55     | Марина Килипко Україна                                              | 4,45     | Люсі Браян Велика Британія                                        | 4,40     |
| Стрибки в довжину         | Янніс Давід Франція                                                            | 6,56     | Анна Бюлер Німеччина                                                | 6,50     | Марина Бех Україна                                                | 6,48     |
| Потрійний стрибок         | Єлена Панцурою Румунія                                                         | 14,27    | Ана Пелетейро Іспанія                                               | 14,19    | Ругі Діалло Франція                                               | 13,99    |
| Штовхання ядра            | Фанні Рос Швеція                                                               | 18,14    | Клаудія Кардаш Польща                                               | 17,67    | Аліна Кенцель Німеччина                                           | 17,46    |
| Метання диска             | Клодін Віта Німеччина                                                          | 61,79    | Дар'я Забавська Польща                                              | 59,08    | Вероніка Дом'ян Словенія                                          | 58,48    |
| Метання молота            | Альона Шамотіна Україна                                                        | 67,46    | Камілла Сент-Люс Франція                                            | 66,98    | Беатріс-Недберге Льяно Норвегія                                   | 66,74    |
| Метання списа             | Сара Колак Хорватія                                                            | 65,12    | Анете Коциня Латвія                                                 | 64,47    | Марцеліна Вітек Польща                                            | 63,03    |
| Семиборство               | Каролін Анью Швейцарія                                                         | 6330     | Верена Прайнер Австрія                                              | 6232     | Селіна Леффлер Німеччина                                          | 6070     |

## Медальний залік
| Місце                | Країна                     | Золото | Срібло | Бронза | Загалом |
| -------------------- | -------------------------- | ------ | ------ | ------ | ------- |
| 1                    | Німеччина                  | 4      | 6      | 8      | 18      |
| 2                    | Велика Британія            | 3      | 4      | 3      | 10      |
| 2                    | Польща                     | 3      | 4      | 3      | 10      |
| 4                    | Україна                    | 3      | 3      | 4      | 10      |
| 5                    | Італія                     | 3      | 3      | 2      | 8       |
| 6                    | Іспанія                    | 3      | 2      | 2      | 7       |
| 7                    | Франція                    | 2      | 4      | 7      | 13      |
| 8                    | Швеція                     | 2      | 2      | 2      | 6       |
| 9                    | Швейцарія                  | 2      | 2      | 1      | 5       |
| 10                   | Норвегія                   | 2      | 1      | 2      | 5       |
| 11                   | Угорщина                   | 2      | 1      | 1      | 4       |
| 12                   | Бельгія                    | 2      | 1      | 0      | 3       |
| 13                   | Туреччина                  | 2      | 0      | 1      | 3       |
| 14                   | Білорусь                   | 1      | 2      | 0      | 3       |
| 15                   | Нідерланди                 | 1      | 1      | 1      | 3       |
| 16                   | Латвія                     | 1      | 1      | 0      | 2       |
| 16                   | Румунія                    | 1      | 1      | 0      | 2       |
| 16                   | Словаччина                 | 1      | 1      | 0      | 2       |
| 16                   | Чехія                      | 1      | 1      | 0      | 2       |
| 20                   | Данія                      | 1      | 0      | 1      | 2       |
| 20                   | Словенія                   | 1      | 0      | 1      | 2       |
| 22                   | Допущені нейтральні атлети | 1      | 0      | 0      | 1       |
| 22                   | Азербайджан                | 1      | 0      | 0      | 1       |
| 22                   | Хорватія                   | 1      | 0      | 0      | 1       |
| 25                   | Фінляндія                  | 0      | 1      | 2      | 3       |
| 26                   | Ісландія                   | 0      | 1      | 1      | 2       |
| 27                   | Австрія                    | 0      | 1      | 0      | 1       |
| 27                   | Греція                     | 0      | 1      | 0      | 1       |
| 29                   | Литва                      | 0      | 0      | 1      | 1       |
| 29                   | Молдова                    | 0      | 0      | 1      | 1       |
| Загалом (30 збірних) | Загалом (30 збірних)       | 44     | 44     | 44     | 132     |